# Beowulf (herói)

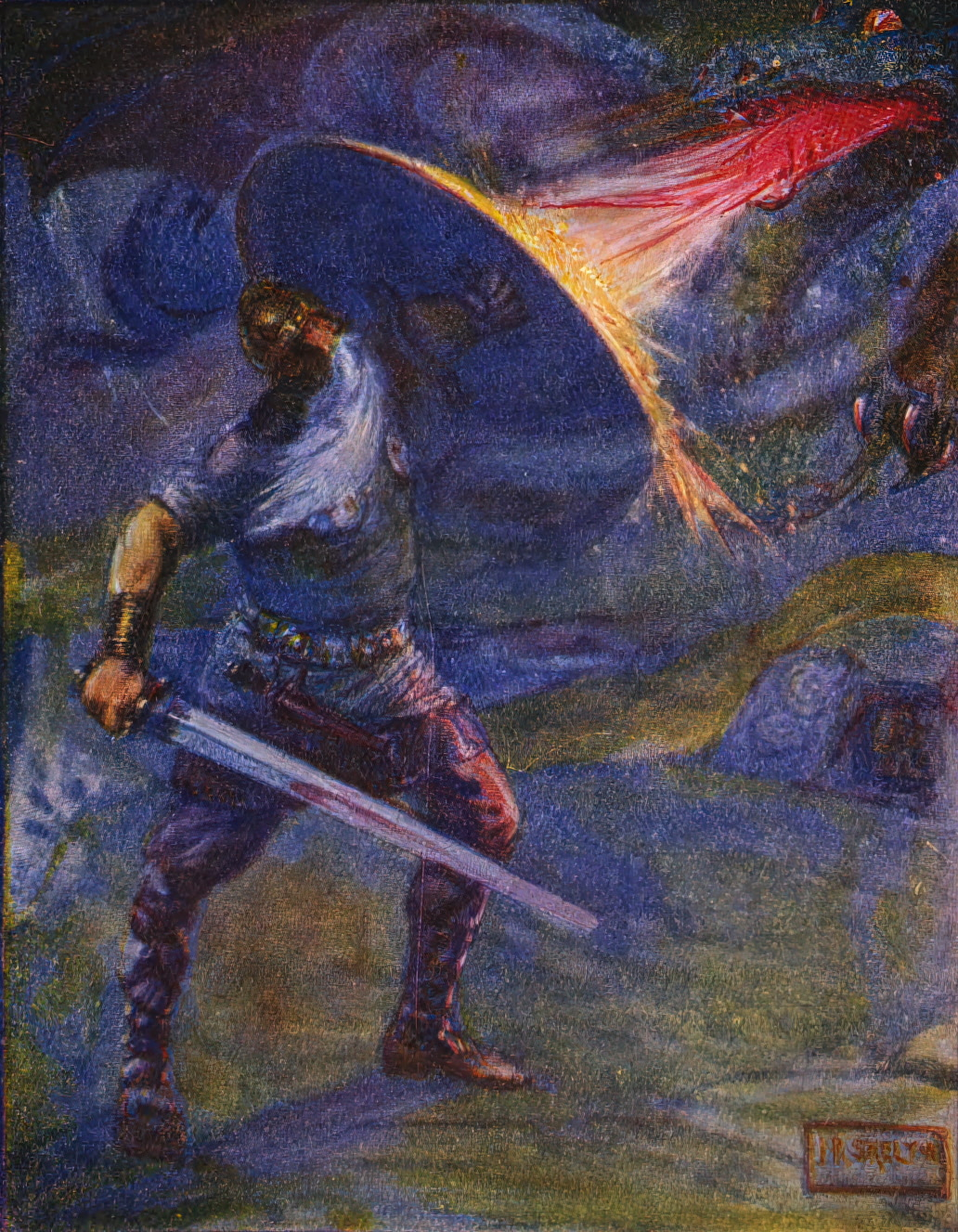
Beowulf enfrenta o dragão. Ilustração de um livro infantil de 1908

Bēowulf é um herói escandinavo mitológico, conhecido através do poema anglo-saxão medieval Bēowulf. O manuscrito que contém o poema foi escrito no início do século XI, mas os eventos lendários que narra ocorrem entre os séculos V e VI.

Bēowulf é descrito no poema como um herói de força descomunal e grande coragem e fortaleza, que lhe permitem levar a cabo grandes façanhas tanto na guerra como na batalha contra seres fantásticos. Também é descrito como um perfeito guerreiro vassalo de seus reis, respeitando ao extremo os reis Hrōðgār e Hygelāc.

## Origem do nome
O nome Bēowulf é de origem incerta, mas desde o século XIX existe a teoria de que o nome significa literalmente "lobo-abelha" em anglo-saxão (em inglês moderno "bee-wolf"). Nesse caso, o nome Bēowulf poderia ser um kenning (metáfora) para "urso". Outra teoria sugere que o nome poderia ser relacionado a "beado-wulf", "lobo de guerra" em anglo-saxão.

## Lenda
Bēowulf é descrito como um guerreiro da tribo dos gēatas - um povo talvez identificável com os gautas da Gotalândia (Suécia) ou os gutas da ilha da Gotlândia. Seu pai, Ecgþēow, pertencente ao clã dos Wegmundingos, casou-se com a irmã do rei gauta Hrēðel, de forma que Bēowulf era parente da família real.
No início do poema, Bēowulf viaja à corte do rei dinamarquês Hrōðgār, cujo povo era acossado por um ser mostruoso, Grendel. Bēowulf mata a criatura com suas mãos nuas, e posteriormente também combate e vence a mãe de Grendel, que tenta vingar a morte do filho causando mais terror. Como recompensa, Hrōðgār lhe oferece muitos presentes valiosos.

De volta à sua terra, Bēowulf é coroado rei após a morte de seu tio, rei Hygelāc, e do herdeiro legítimo, Heardrēd. Ao cabo de um reinado de 50 anos, um dragão é despertado de seu sono milenar e ataca o reino, o que leva Bēowulf a enfrentá-lo em sua caverna. Bēowulf, com ajuda de seu guerreiro Wīġlāf, consegue matar a criatura, mas termina morrendo pela gravidade das feridas.

## Relação com outras lendas
Ao contrário de outros personagens do poema, não há claras menções a Bēowulf em outras obras literárias ou crônicas nórdicas. Porém há um personagem mitológico chamado Bǫðvarr Bjarki (cujo nome significa aproximadamente "pequeno urso de guerra") que aparece em várias sagas e crônicas e apresenta algumas semelhanças com Bēowulf . Em algumas narrativas, Bjarki aparece como herói viajante matador de monstros, como Bēowulf, o que indica que os dois personagens poderiam estar relacionados literariamente.

## Genealogia
O pai de Bēowulf, Ecgþēow, casou-se com a filha de Hrēðel, rei dos gautas. No período coberto pelo poema, o rei dos gautas é Hygelāc, tio de Bēowulf. Ao morrer este, a coroa passa ao seu filho Heardrēd, mas este é morto num ataque do rei sueco Onela. Bēowulf então é coroado rei dos gautas. O poema informa que Bēowulf não deixou descendentes.
```
                                  Hrēðel
                                    |
             ---------------------------------------------
             |              |             |              |
          Herebeald       Hæþcyn       Hygelāc         filha         Ecgþēow
                                          |              |              | 
                                          |              ----------------
                          Hyġd            |                       |
                            |             |                    
Bēowulf

                            --------------                   
                                   |
                            --------------
                            |             |
                         Heardrēd       filha        Eofor
                                          |            |
                                          --------------
```